# Edcarlos
Edcarlos Conceição Santos, dit Edcarlos, est un footballeur brésilien né le 10 mai 1985 à Salvador de Bahia. Il joue au poste de défenseur central avec le Betim Futebol Clube. 

## Palmarès
- Super championnat de l'État de São Paulo en 2002 avec São Paulo FC
- Champion de l'État de São Paulo en 2005 avec São Paulo FC
- Copa Libertadores en 2005 avec São Paulo FC
- Coupe du monde des clubs 2005 en 2005 avec São Paulo FC